# Azkaban
Azkaban je čarovniški zapor, ki ga stražijo morakvarji. Stoji na otoku sredi Severnega morja. Prisotnost velikega števila morakvarjev jetnikom izsesa vso voljo do življenja, mnogi znorijo in umrejo. Azkaban je veljal za zapor, iz katerega ni mogoče pobegniti, do pobega Siriusa Blacka. Čez dve leti pa se je zgodil množičen pobeg Jedcev smrti. Mediji so za to okrivili Siriusa Blacka, v resnici pa je bil za vsem tem Mrlakenstein.